# Mladenovo
Mladenovo (v srbské cyrilici Младеново, chorvatsky Bukin, maďarsky Dunabökény) je obec v Srbsku, v autonomní oblasti Vojvodina. 

## Obyvatelstvo
V roce 2011 zde dle srbského sčítání lidu žilo 2679 obyvatel.